# Günter Schliwka
Günter Schliwka (* 9. Mai 1956 in Wolmirstedt, Bezirk Magdeburg; † 28. August 2023 in Samswegen) war ein deutscher Gewichtheber.

## Werdegang
Günter Schliwka wuchs gemeinsam mit sieben Geschwistern in Samswegen auf und begann schon als Kind mit dem Gewichtheben. Nach dem Schulabschluss erlernte er den Beruf des Kfz-Schlosser. Er trat als 17-Jähriger in die Nationale Volksarmee ein und wurde Mitglied des ASK Vorwärts Frankfurt (Oder).
1973 belegte der 1,69 m große Schliwka bei der DDR-Jugendmeisterschaft der Gewichtheber im leichtathletischen Mehrkampf, Leichtathletik wurde als Ergänzungssport zum Gewichtheben betrieben, den 2. Platz und 1974 wurde er DDR-Jugendmeister im Mittelgewicht mit 227,5 kg im Zweikampf. Mit derselben Leistung erreichte er bei der DDR-Meisterschaft der Senioren 1974 im Leichtgewicht den 4. Platz und steigerte sich Ende 1974 beim Verbandspokal-Turnier des Gewichtheber-Verbandes der DDR auf 240 kg im Zweikampf. 1975 wurde er beim Baltic-Cup eingesetzt und erzielte im Leichtgewicht 265 kg, womit er den 3. Platz belegte. Bei der Juniorenweltmeisterschaft 1975 in Marseille steigerte er sich im Leichtgewicht auf 275 kg (120–155) und kam damit auf den 6. Platz. Bereits 1976, inzwischen in das Mittelgewicht hineingewachsen, überschritt Schliwka schon die 300 kg-Marke im Zweikampf. Beim Großen Preis von Berlin erzielte er 302,5 kg und wurde damit Dritter hinter Wartan Militosjan, 337,5 kg u. V. Michailow, 325 kg, beide aus der Sowjetunion. Beim Oder-Pokalturnier 1976 in Frankfurt (Oder) erzielte er 305 kg und belegte den 2. Platz hinter Smirnow, UdSSR, 320 kg. 1977 wurde Schliwka bei der Welt- und Europameisterschaft in Stuttgart eingesetzt und erzielte im Mittelgewicht 330 kg (140–190). Mit dieser Leistung gewann er im Zweikampf jeweils die Bronzemedaille. Mit seiner Leistung von 190 kg im Stoßen wurde er Vizeweltmeister und Vizeeuropameister. 1978 war Schliwka bei der Europameisterschaft in Havířov nicht in bester Form und erreichte nur 317,5 kg (137,5–180) im Zweikampf, mit denen er den 5. Platz belegte. Bei der Weltmeisterschaft des gleichen Jahres in Gettysburg/USA steigerte er sich auf die hervorragende Zweikampfleistung von 332,5 kg (145–187,5), doch reichte diese Leistung nur zum 4. Platz. Auch in den Einzeldisziplinen Reißen und Stoßen blieb er in Gettysburg ohne Medaille. 1979 belegte er bei den Meisterschaften der Armeen des Warschauer Paktes (SKDA-Meisterschaft) in Lwow im Mittelgewicht mit 325 kg (140–185) hinter dem Bulgaren Tassimow, 330 kg, den 2. Platz. Bei der Welt- und Europameisterschaft wurde er aber nicht eingesetzt. 1980 gelang es Schliwka sich für die Teilnahme an den Olympischen Spielen in Moskau zu qualifizieren. Er schaffte dort im Reißen 150 kg, womit er in dieser Disziplin aussichtsreich auf dem 4. Platz lag. Im Stoßen schaffte er aber dreimal sein Anfangsgewicht von 187,5 kg nicht, so dass er unplatziert ausscheiden musste. Nach diesem Wettkampf beendete er das Gewichtheben als Leistungssport, bei dem es ihm nie gelang, DDR-Meister im Zweikampf zu werden, obwohl er erst 24 Jahre alt war.
Nach der Wende half Schliwka als sportlicher Leiter und Trainer mit, den SSV Samswegen zu einem der leistungsstärksten Gewichthebermannschaften in Deutschland zu machen. Beruflich war er ab 1990 bis zur Verrentung als Hausmeister an mehreren Schulen im Landkreis Börde tätig.
Günter Schliwka starb am 28. August 2023 im Alter von 67 Jahren in Samswegen. Er hinterließ einen Sohn und eine Tochter sowie zwei Enkelkinder.

## Internationale Erfolge
| Jahr | Platz | Wettbewerb                                                 | Gewichtsklasse | |
| 1975 | 3.    | Baltic-Cup                                                 | Leicht         | mit 265 kg, hinter Jan Lostowski, Polen, 280 kg u. Dergatschew, UdSSR, 277,5 kg                                                                                    |
| 1975 | 6.    | Junioren-WM in Marseille                                   | Leicht         | mit 275 kg (120–155); Sieger: Taskow, Bulgarien, 287,5 kg |
| 1976 | 3.    | Großer Preis von Berlin                                    | Mittel         | mit 302,5 kg, hinter Wartan Militosjan, UdSSR, 337,5 kg u. Michailow, UdSSR, 325 kg                                                                                |
| 1976 | 2.    | Oder-Pokalturnier in Frankfurt (Oder)                      | Mittel         | mit 305 kg, hinter Smirnow, UdSSR, 320 kg |
| 1976 | 2.    | Baltic-Cup in Lahti/Finnland                               | Mittel         | mit 322,5 kg (140–182,5), hinter Peter Wenzel, DDR, 330 kg (145–185)                                                                                               |
| 1977 | 1.    | Baltic-Cup in Stralsund                                    | Mittel         | mit 322,5 kg (140–182,5), vor Wolfgang Hübner, DDR, 320 kg u. Meder, Polen, 297,5 kg                                                                               |
| 1977 | 3.    | WM + EM (3.) in Stuttgart                                  | Mittel         | mit 330 kg (140–190), hinter Jurik Wardanjan, UdSSR, 345 kg (152,5–192,5) u. Peter Wenzel, DDR, 337,5 kg (150–187,5)                                               |
| 1978 | 1.    | Pokal der blauen Schwerter in Meißen                       | Leichtschwer   | mit 325 kg (140–185), vor Hinkler, DDR, 300 kg |
| 1978 | 5.    | EM in Havířov                                              | Mittel         | mit 317,5 kg (137,5–180); Sieger: Wartan Militosjan, 342,5 kg (147,5–190) vor Zamari Todorow, Bulgarien, 330 kg (145–185)                                          |
| 1978 | 1.    | Baltic-Cup in Wolfsburg                                    | Leichtschwer   | mit 325 kg (142,5–182,5), vor Jonsson, Schweden, 302,5 kg |
| 1978 | 4.    | WM in Gettysburg/USA                                       | Mittel         | mit 332,5 kg (145–187,5), hinter Roberto Urrutia, Kuba, 347,5 kg (155–192,5), Wartan Militosjan, 337,5 kg (147,5–190) u. Peter Wenzel, 335 kg (145–190)            |
| 1978 | 2.    | Armee-Meisterschaft (SKDA-Meistersch.) in Frankfurt (Oder) | Mittel         | mit 325 kg (140–185), hinter Denissow, UdSSR, 340 kg (150–190), vor Echenique, Kuba, 325 kg (142,5–182,5)                                                          |
| 1979 | 1.    | Pokal der blauen Schwerter in Meißen                       | Mittel         | mit 325 kg (140–185), vor Wolfgang Hübner, 325 kg (145–180) |
| 1979 | 2.    | SKDA-Meistersch. in Lwow                                   | Mittel         | mit 325 kg (140–185), hinter Tassimow, Bulgarien, 330 kg |
| 1980 | 1.    | Pokal der blauen Schwerter in Meißen                       | Mittel         | mit 335 kg, vor Pakizehjan, Iran, 332,5 kg u. Günter Ambraß, DDR, 317,5 kg                                                                                         |
| 1980 | unpl. | OS in Moskau                                               | Mittel         | nach 150 kg im Reißen drei Fehlversuche im Stoßen mit 187,5 kg; Sieger: Assen Slatew, Bulgarien, 360 kg (160–200) vor Alexander Perwi, UdSSR, 357,5 kg (157,5–200) |

## WM- und EM-Einzelmedaillen
- WM-Silbermedaille: 1977/Stoßen
- EM-Silbermedaille: 1977/Stoßen

## Erläuterungen und Quellen
- alle Wettbewerbe im Zweikampf, bestehend aus Reißen und Stoßen,
- OS = Olympische Spiele, WM = Weltmeisterschaft, EM = Europameisterschaft,
- Leichtgewicht, damals bis 67,5 kg, Mittelgewicht bis 75 kg u. Leichtschwergewicht bis 82,5 kg Körpergewicht
- Fachzeitschriften Athletik, Karlsruhe und Schwerathletik, Berlin (Ost),
- Datenbank des Instituts für Angewandte Trainingswissenschaften der Universität Leipzig